# نشأة ماركوس أوريليوس
تمتد فترة نشأة ماركوس أوريليوس من تاريخ ولادته في 26 أبريل 121 حتى اعتلائه عرش الامبراطورية الرومانية في 8 مارس 161.
بعد وفاة والده، ماركوس آنيوس فيروس (الثالث)، نشأ ماركوس أوريليوس على يد جده، ماركوس آنيوس فيروس (الثاني). تتلمذ في المنزل، وأصبح من دعاة الرواقية في سن مبكرة. في سنة 131، تبناه أنطونيوس بيوس، وهو نفسه الوريث بالتبني للإمبراطور هادريان. توفي هادريان لاحقًا من العام نفسه وخلفه أنطونيوس.
كان من بين معلمي ماركوس الخطباء أركوس كورنيليوس فرونتو، وهيرودس أتيكوس. اعتلى ماركوس منصب القنصلية غلى جانب أنطونيوس في عام 140، ثم أصبح قسطورًا، ثم أصبح هو وأنطونيوس قنصلين مرة أخرى في عام 145. في عام 145، تزوج من ابنة أنطونيوس فاوستينا. ولد العديد من الأطفال للزوجين خلال حكم أنطونيوس، بقيت منهم فقط الإمبراطورة المستقبلية لوسيلا على قيد الحياة. تولى ماركوس المزيد من المسؤوليات في الدولة مع تقدم أنطونيوس في السن؛ في وقت وفاة أنطونيوس في عام 161، كان قنصلًا مع أخيه بالتبني لوشيوس.

## العائلة والطفولة

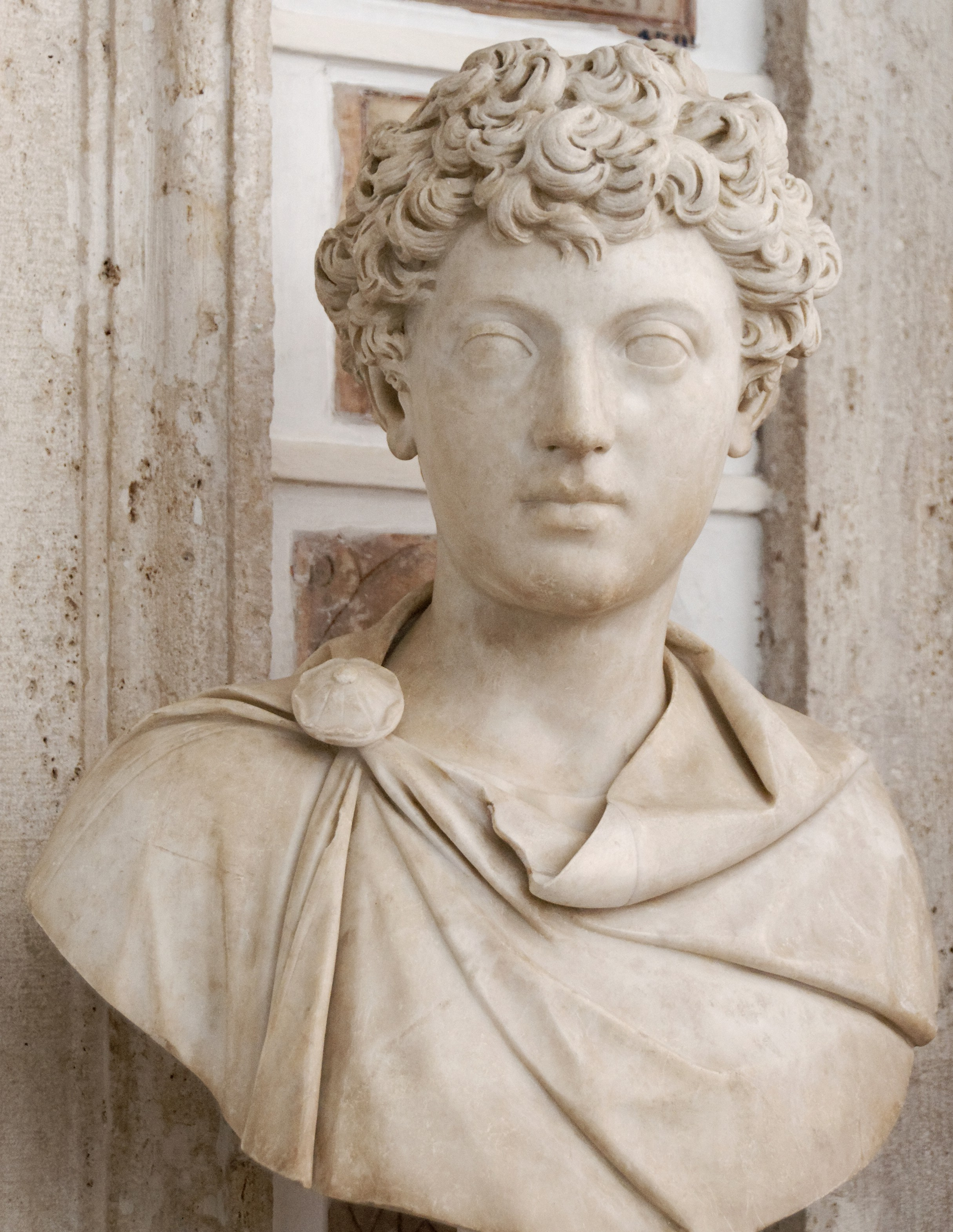
ماركوس أوريليوس الشاب

لم تكن لعائلة «جينس أنيا» التي انتمى إليها ماركوس أوريليوس تاريخ مميز. كان الفرد الوحيد الشهير في هذه العائلة هو تيتوس آنيوس ميلو، رجل عرف بتسريع نهاية الجمهورية الحرة من خلال استخدامه العنف السياسي. نشأت عائلة ماركوس أوريليوس من أبيه أوكوبي، وهي بلدة صغيرة جنوب شرق قرطبة في بايتيكا الأيبيرية. برزت العائلة إلى الواجهة في أواخر القرن الأول الميلادي. كان جده ماركوس أوريليوس (الأول) عضوًا في مجلس الشيوخ الروماني، وحسب كتاب هستوريا أوغوستا، كان قائدًا سابقًا؛ بين عامي 73 و74، أصبح جده ماركوس آنيوس فيروس (الثاني) عضوًا في مجلس الشيوخ. يؤكد كاسيوس ديو أن العالئة كانت من أقارب هادريان، وأن هذه الروابط العائلية هي التي تدين لهم بصعودهم إلى السلطة.
لم تذكر الطبيعة الدقيقة لروابط القرابة هذه في أي مصدر. هناك رابطة مفترضة من خلال آنيوس فيروس (الثاني). كانت روبيليا فاوستينا زوجة فيروس ابنة السيناتور القنصلي ليبو روبيليوس فروجي، وأم لم يذكر اسمها. افترض أن والدة روبيلا فاوستينا هي سالونيا ماتيديا، التي كانت أيضًا أمًا من خلال زواج آخر لفيبيا سابينا، زوجة هادريان، إلا أن هذه الفرضية غير مقبولة بصورة شاملة. قال أنتوني بيرلي بأن الفرضية غير قابلة للتصديق استنادًا إلى عمر روبيلا. يرى المؤرخان ستراكان وكريستيتيباني أن فيتيليا ابنة الامبراطور فيتليوس بصفتها أمها. ابن فيروس الأكبر، والد ماركوس أوريليوس، ماركوس آنيوس فيروس (الثالث) تزوج دوميتيا لوسيلا الصغرى.
كانت لوسيلا ابنة الأرستقراطي بي. كالسيوس تولوس روسو، وابنة الدوميتية لوسيلا الكبرى. ورثت الدوميتية لوسيلا الكبرى ثروة كبيرة (وصفت مطولًا في إحدى رسائل بليني) من جديها من أمها وأبيها بالتبني. حصلت لوسيلا الصغيرة على الكثير من ثروة والدتها، التي تضمنت مصنعًا كبيرًا للآجر في ضواحي روما، الذي كان مشروعًا مربحًا في عصر شهدت فيه المدينة نهضة في البناء.
أنجبت لوسيلا وفيروس (الثالث) طفلين: ابن، ماركوس أوريليوس، ولد في 26 أبريل 121، وأنيا كورنيفيشيا فوستينا، ربما ولدت في عام 122 أو 123. مات فيروس (الثالث) في سنة 124، خلال فترة قيادته، عندما كان ماركوس أوريليوس بعمر ثلاث سنوات فقط. رغم عدم معرفته له، كتب ماركوس أوريليوس في دفتر تأملاته أنه تعلم «التواضع والرجولة» من ذكرياته مع أبيه، ومن سمعته بعد وفاته. لم تتزوج لوسيلا بعد وفاة زوجها.
حسب العادات الأرستقراطية السائدة حينها، لم تقض لوسيلا وقتًا مطولًا مع ابنها، إذ كان ماركوس أوريليوس في رعاية مقدمي الرعاية. يعزو ماركوس أوريليوس الفضل لوالدته في تعليمه «التقوى الدينية، والبساطة في النظام الغذائي»، وكيفية تجنب «درب الأغنياء في الحياة». في رسائله، يشير ماركوس أوريليوس على نحو عاطفي متكرر؛ شاكرًا أنه «رغم أنها توفيت في سن صغيرة، إلا أنها قضت آخر سنينها بقربي».
بعد وفاة والده، تبنى ماركوس أوريليوس من قبل جده لأبيه، ماركوس آنيوس فيروس (الثاني). شارك أيضًا في تربيته رجل آخر هو لوسيوس كاتيليوس سيفيروس. سيفيروس هو «جده الأكبر من أمه»، وهو على الأرجح زوج أب لوسيلا الكبرى. نشأ ماركوس أوريليوس في منزل والدته على تلة كايليان، وهي منطقة أشار إليها بكل حب باسم «كايليان خاصتي». انت منطقة راقية، مع عدد قليل من المباني العامة ولكن العديد من الفيلات الأرستقراطية. أشهر تلك الفيلات كانت قصر لاتران، الذي استولى عليه في عهد نيرون (54-68)، لتصبح من بعدها ضمن ممتلكات الإمبراطورية. امتلك جد ماركوس أوريليوس قصره الخاص بجانب لاتيران، حيث قضى ماركوس أوريليوس معظم طفولته.
تشكر ماركوس أوريليوس جده على تعليمه «الشخصية الجيدة وتجنب المزاج السيئ». لم يكن معجبًا كبيرًا بالعشيقة التي أخذها جده وعاش معها بعد وفاة روبيلا فاوستينا، زوجته. يكشف أنتوني بيرلي، أحد دارسي شخصية ماركوس أوريليوس، عن إشارة إلى التوتر الجنسي في كتابات ماركوس أوريليوس عن العشيقة. كان ماركوس أوريليوس شاكرًا لأنه لم يضطر للعيش معها فترة اطول مما فعل، ويشكر الآلهة على أنه لم يفقد عذريته قبل الوقت المحدد، وحتى أنه استمر لفترة أطول قليلًا. افتخر لعدم انتمائه إلى بينيديكتا أو ثيودوتس (عبيد المنزل، على الأرجح).

## بداية تعليمه (128 – 136)
بدأ ماركوس أوريليوس تعليمه على الأرجح وهو في السابعة من عمره. درس في البيت، تماشيًا مع النزعة الأرستقراطية السائدة حينها. يوجه ماركوس أوريليوس الشكر لكاتيليوس سيفيروس على تشجيعه على تجنب المدارس العامة. عرف أنه تتلمذ على يد ثلاثة معلمين: وفوريك، وجيمينوس، ومدرس مجهول. إلا أن هؤلاء الثلاثة غير مشهود عليهم في المصادر القديمة، وربما كانوا من عبيد المنزل أو الأحرار. بما أن جيمينوس حمل اسمًا يونانيًا، فعلى الأرجح كان من علم ماركوس أوريليوس أساسيات هذه اللغة. (يقال إنه علم ماركوس أوريليوس الأدب). يوصف جيمينوس بأنه ممثل، وربما علم ماركوس أوريليوس اللفظ اللاتيني والإلقاء العام. كان المعلم ليكون المشرف العام على ماركوس أوريليوس، واتكل عليه بمسؤولية تعليمه الروح الخلقية والتطور العام. يتحدث ماركوس أوريليوس عنه بإعجاب في دفتر تأملاته: علمه «أن يتحمل الألم وأن يرضى بالقليل؛ وأن يعمل بيديه، وأن يتأمل عمله الخاص، وأن يتأنى في سماع الافتراءات». ي سن الثانية عشرة، كان ماركوس أوريليوس مستعدًا لتعليمه الثانوي، تحت إشراف معلمي القواعد والأدب. عرف إثنان من معلميه في ذلك السن: أندرو، «عالم هندسة وموسيقي»؛ وديوغنتوس، معلم الرسم. إلا أن ماركوس أوريليوس رأى في ديوغنتوس أكثر من مجرد رسام. بدا أنه عرّف ماركوس أوريليوس على نزعة الحياة الفلسفية. كتب ماركوس أوريليوس أن ديوغنتوس علمه «تجنب تمرير الحماس؛ عدم الثقة بقصص عمال المعجزات والدعاوى حول تقمص واستخراج الأرواح وما شابه ذلك؛ عدم الذهاب لمصارعة الديوك أو الحماس لمثل هذه الألعاب الرياضية؛ أن يتحلى بالصراحة؛ وأن يكون على دراية بالفلسفة»، وأن «يكتب حوارات فلسفية في صباه». في أبريل 132، بناء على طلب من ديوغنتوس، أخذ ماركوس أوريليوس لباس وعادات الفيلسوف: إذ كان يدرس مرتديًا عباءة يونانية خشنة، وكان ينام على الأرض حتى أقنعته والدته بالنوم على السرير.